# Audencia Business School
Audencia Business School är en europeisk handelshögskola som verkar i Paris, Nantes och Peking. Skolan grundades år 1900.
År 2015 låg Audenia på sextiotredje plats bland Financial Times rankinglista på europeiska handelshögskolor. Skolans Master in Management program (magistersprogram i företagsledning) nådde 24th plats på Financial Times globala rankinglista år 2015. 
Alla Audencia program är internationellt trippelackrediterade av AMBA, EQUIS och AACSB. Bland skolans alumner finns ett antal framstående affärsmän och politiker, som till exempel Jean Arthuis (Fransk politiker) och Thomas Cailley (filmskapare). Skolan är École nationale de l'aviation civile partner för en dubbel civilingenjörsexamen / manager.